# Конституція Таїланду
Конституція Таїланду — основний закон Королевства Таїланд.
Стара Конституція була прийнята 10 грудня 1932 року.
Нова конституція була підписана королем 11 жовтня 1997 р. Згідно з Конституцією монархія отримала підвищені повноваження і владу. Конституція закріплювала положення про те, що верховна (суверенна) влада відтепер належить громадянам Сіаму.
Згідно з Конституцією, безпосереднім апаратом влади в державі є монархія.
Прийняття Конституції законодавчо зафіксувало падіння абсолютної монархії в Таїланді.